# 堡垒之夜：空降行动
《堡垒之夜：空降行动》是一款由Epic Games开发的免费大逃杀游戏，于2017年9月抢先体验版登上Microsoft Windows、macOS、PlayStation 4和Xbox One平台，2018年4月登陆iOS，2018年6月登陆任天堂Switch，2018年8月推出Android版。游戏是具有建筑元素的合作生存游戏《堡垒之夜：拯救世界》的衍生作品。
2017年12月16日，《堡垒之夜 大逃杀》中文版服务器的测试开启，该服务器不和其它服务器数据互通，2018年4月23日，腾讯宣布取得该游戏的中国大陆代理权，确认中文版数据可以迁回到腾讯代理的服务器中。2021年10月31日宣布停止代理发行，数据不再保留并且无法迁至国际版本。
直到2020年4月為止，Android參與遊戲，不能通过Google Play下載，而需通过Epic Games平台下載。